# Cellule de Malassez
 (mai 2018).
Si vous disposez d'ouvrages ou d'articles de référence ou si vous connaissez des sites web de qualité traitant du thème abordé ici, merci de compléter l'article en donnant les références utiles à sa vérifiabilité et en les liant à la section « Notes et références ».
La cellule de Malassez (ou Hématimètre de Malassez) est un hématimètre qui permet de compter le nombre de cellules en suspension dans une solution. Cette méthode de dénombrement ne permet de compter que les cellules (vivantes ou non) dans une solution, et non d'autres organismes tels que les Bactéries. Il s'agit d'une lame de verre sur laquelle un quadrillage a été gravé de 100 rectangles (10x10) contenant eux-mêmes 20 petits carrés. Elle a été inventée par Louis-Charles Malassez.
Pour dénombrer les cellules, le point le plus important à retenir est que la zone de comptage, représentée par la surface des 100 rectangles, équivaut à un volume de 1 microlitre (µl). En comptant toutes les cellules de la zone de comptage permet d'obtenir le nombre de cellule par microlitre. 
Dans la pratique, pour dénombrer les cellules, on place une lamelle de verre sur la cellule de Malassez, et 10 à 15µl de suspension cellulaire est déposée entre lamelle et cellule (progression par capillarité). Après avoir attendu quelques minutes pour que les cellules sédimentent, on peut compter le nombre de cellules dans 10 rectangles (quadrillés). Le volume d'un rectangle quadrillé étant de 0,01 µl, en comptant 10 rectangles (équivalent à 0.1µl), il suffit alors de multiplier le résultat par 10 000 pour obtenir le nombre de cellules par ml. Par exemple, si 30 cellules sont observables sur 10 rectangles, on obtient un total de 300 000 cellules par ml.